# Haliotis asinina
Espèce
Haliotis asinina ou Haliotide oreille d'âne est un mollusque gastéropode de la famille des Haliotididae, c'est-à-dire des ormeaux. 
Son nom vient de la forme étrangement allongée de sa coquille. 
On le trouve dans l'océan Indien et l'ouest du Pacifique.

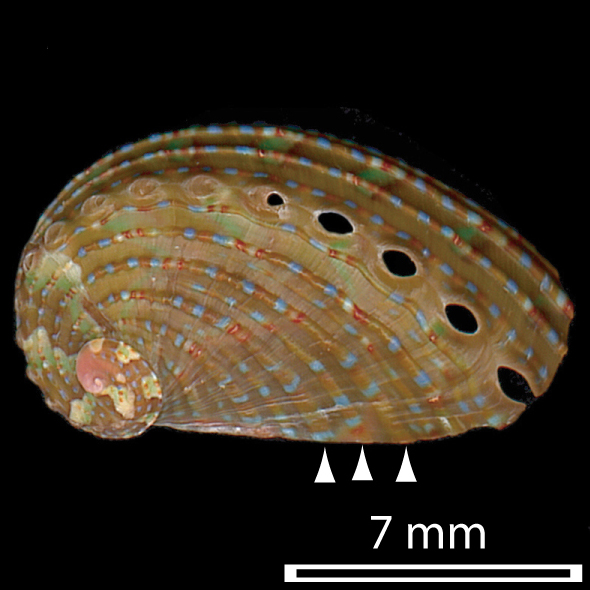
Coquille juvenile
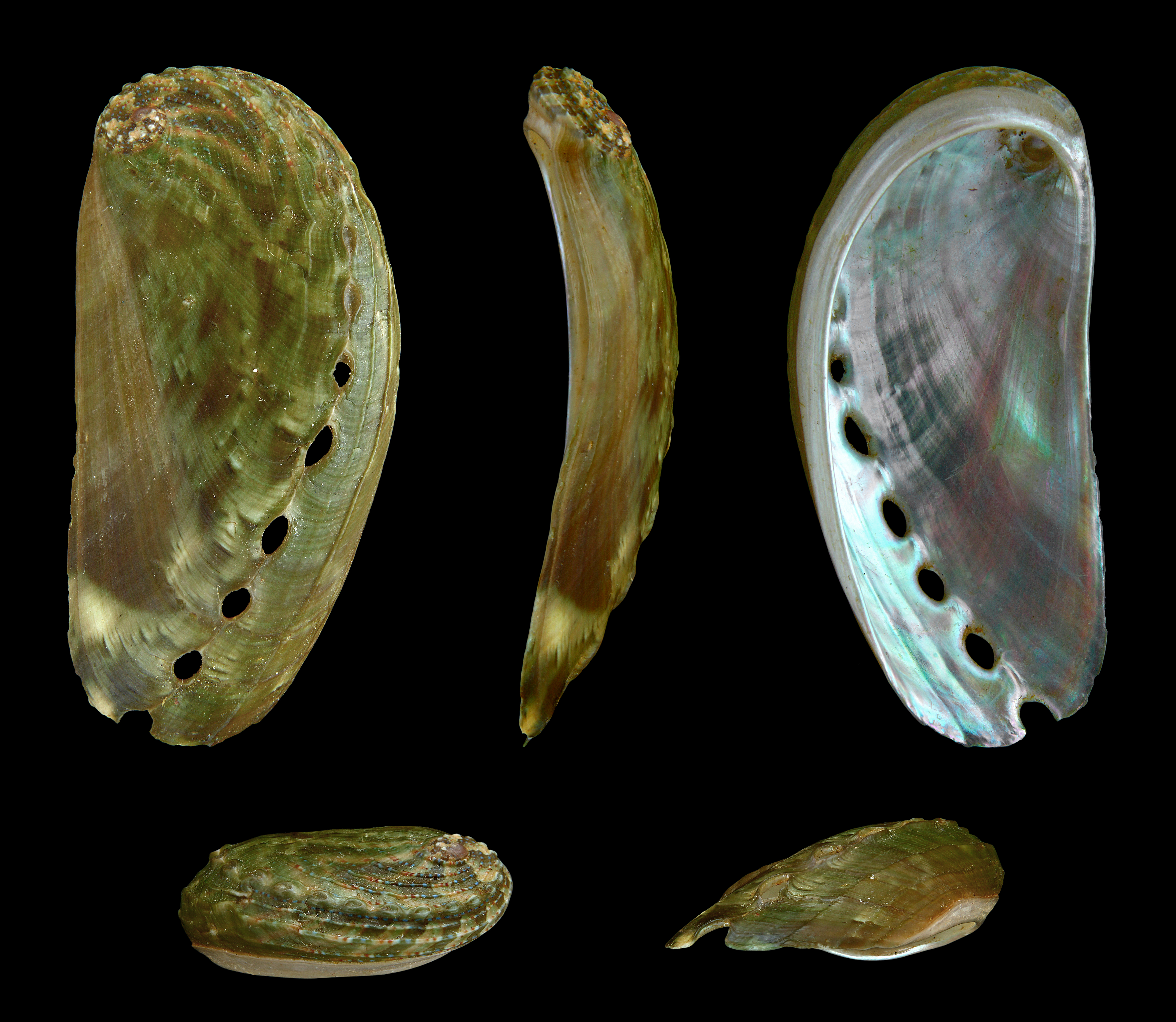
Coquille

La coquille peut atteindre 10 cm de long.
Il est mangé par l'homme en Asie du Sud-Est.